# Sur le chemin des incendies
Albums de Paul Piché
Intégral
(1985) L'instant
(1993)
Sur le chemin des incendies est le 5e album studio de Paul Piché sorti en 1988, il a été certifié platine (entre 100 000 et 200 000 copies vendues) par Music Canada en 1990 et apparaît dans la liste des albums québécois les plus vendus.
Trois extraits de l'album sortiront en singles et feront l'objet de vidéoclips, soit J'appelle, Sur ma peau et Un château de sable. Cette dernière chanson aborde l'inquiétude du chanteur face à la pérennité du fait français au Québec (elle possède par ailleurs un couplet en espagnol).

## Titres
| No | Titre                     | Durée |
| -- | ------------------------- | ----- |
| 1. | J'appelle                 | 4:18  |
| 2. | Sur ma peau               | 5:19  |
| 3. | Étrange                   | 5:29  |
| 4. | Je lègue à la mer         | 5:34  |
| 5. | Car je t'aime             | 5:17  |
| 6. | Un château de sable       | 5:14  |
| 7. | L'École des trois boutons | 5:43  |
| 8. | Le temps d'aimer          | 2:33  |
| 9. | La Haine                  | 4:01  |

## Musiciens
- Paul Piché : Chant, chœurs, guitare
- Rick Haworth : Guitares
- Mario Légaré : Basse, Chapman Stick
- Sylvain Bolduc : Basse
- Michel Hinton : Claviers
- Marc Gillett : Claviers
- Kenneth Pearson ; Orgue Hammond B3
- Éric Lemoyne :  Synclavier, programmation
- Andy Czerny : Accordéon
- Luc Boivin : Percussions
- Pierre Hébert : Batterie
- Réal Desrosiers : Batterie
- Sass Jordan, Pierre Bertrand, Daniel Jean : Chœurs

## Production
- Programmation: Réal Desrosiers
- Programmation du Synclavier: Éric Lemoyne assisté de Claude Allard
- Chœurs: Paul Piché, Daniel Jean, Sass Jordan et Pierre Bertrand
- Arrangé par Rick Haworth, Paul Piché et Marc Gillett sauf les chœurs arrangées par Pierre Bertrand et Paul Piché
- Réalisé par Paul Piché assisté de Glen Robinson
- Enregistré et mixé au Studio de Morin-Heights par Glen Robinson assisté de Paul Milner et Rick Colhoun
- Numérisé par Paul Milner et Rick Colhoun
- Graphisme de la pochette: Yves Archambault
- Photos de la pochette fournies par Line Charlebois
- Production: Spectra-Scène
- Numéro de catalogue: Audiogram AD-10023 [vinyle], ADCD-10023 [CD], AD4-10023 [cassette]